# 12-es busz (Veszprém, 1996–2008)
A veszprémi 12-es jelzésű autóbusz a Jeruzsálemhegy, a Belváros, a Jutasi úti lakótelep közti kapcsolatot biztosította 1996 és 2008 között.

## Története
Hasonlóan az 1-es, a 4-es vagy a 8-as járathoz, a 12-es is az 1996-os nagy menetrend-revízió terméke, igaz, útvonala többé-kevésbé azonos volt a korábbi 17-es viszonylatéval. Különbség azonban, hogy a 17-es nem volt hurokjárat, hanem az Endrődi fordulóig (a mai Endrődi Sándor utca nevű megállóhelyig) közlekedett. 1996 májusa és szeptembere között a Haszkovó forduló és a Megyeház tér között közlekedő 2A jelzésű busz helyett indult a menetrend-revízió második hullámában. 1996-tól a 12-es a vasútállomástól induló és a hurkot ellentétes irányba megtevő 2-essel együtt biztosította a tömegközlekedést a Jeruzsálemhegy belső területein. 2008. június 15-én közlekedett utoljára, a kihasználatlansága miatt megszüntették. 2008. szeptember 29-étől a Pajtakert irányába közlekedik ilyen számjelzéssel járat.

## Útvonala
| Haszkovó forduló vá. – Haszkovó utca – Jutasi út – Budapest utca – Brusznyai Árpád utca – Megyeház tér – Komakút tér – József Attila utca – Pázmándi utca – Kiskőrösi utca – Endrődi Sándor utca – Harmat utca – Dózsa György utca – Óvári Ferenc út – Brusznyai Árpád utca – Budapest utca – Jutasi út – Haszkovó utca – Haszkovó forduló vá. |

## Megállóhelyei
| 0  | Haszkovó forduló végállomás | 3, 6, 7, 8, 37                                                                       |
| 2  | Jutasi úti lakótelep        | 1, 2, 9, 31, 35 Helyközi buszok                                                      |
| 3  | Jutasi út 61.               | 1, 2, 9, 31                                                                          |
| 4  | Petőfi Sándor utca          | 1, 2, 3, 4, 7, 9, 13, 19, 35, 37                                                     |
| 6  | Autóbusz-állomás            | 1, 2, 3, 4, 7, 9, 13, 19, 22, 23, 24, 35, 37 Helyközi buszok Távolsági járatok       |
| 8  | Hotel                       | 1, 2, 3, 4, 5, 6, 7, 9, 10, 13, 19, 20, 22, 37                                       |
| 10 | Megyeház tér                | 4, 6, 8, 9, 20, 21, 34                                                               |
| 11 | Pázmándi utca 24.           | 2, 9                                                                                 |
| 12 | Vámosi utca 24.             | 2, 9                                                                                 |
| 13 | Endrődi Sándor utca         | 2, 36                                                                                |
| 14 | Endrődi Sándor lakótelep    | 2, 36                                                                                |
| 15 | Harmat utca                 | 1, 2, 3, 5, 8, 10, 21, 34, 37                                                        |
| 16 | Színház                     | 1, 2, 3, 4, 5, 6, 8, 9, 10, 13, 19, 20, 21, 34, 37 Helyközi buszok Távolsági járatok |
| 18 | Hotel                       | 1, 2, 3, 4, 5, 6, 7, 9, 10, 13, 19, 20, 22, 37                                       |
| 20 | Autóbusz-állomás            | 1, 2, 3, 4, 7, 9, 13, 19, 22, 23, 24, 35, 37 Helyközi buszok Távolsági járatok       |
| 22 | Petőfi Sándor utca          | 1, 2, 3, 4, 7, 9, 13, 19, 35, 37                                                     |
| 23 | Jutasi út 61.               | 1, 2, 9, 31                                                                          |
| 24 | Jutasi úti lakótelep        | 1, 2, 9, 31, 35 Helyközi buszok                                                      |
| 26 | Haszkovó forduló végállomás | 3, 6, 7, 8, 37                                                                       |